# Micromyrtus grandis
Micromyrtus grandis är en myrtenväxtart som beskrevs av J.T.Hunter. Micromyrtus grandis ingår i släktet Micromyrtus och familjen myrtenväxter. Inga underarter finns listade i Catalogue of Life.